# سرو ماچین
آتشفشان ماچین یا سرو ماچین (به اسپانیایی: Cerro Machín) آتشفشانی چینه‌ای به ارتفاع ۲۶۵۰ متر واقع در کلمبیا در آمریکای جنوبی است.

## مشخصات
آتشفشان ماچین آتشفشانی کوچک است که در منتهی‌الیه جنوبی تودهٔ روئیس-تولیما در حدود ۲۰ کیلومتری غرب شمال غربی شهر ایباگوئه واقع شده‌است. در دامنهٔ جنوبی این آتشفشان کالدرایی به قطر ۳ کیلومتر وجود دارد که سه گنبد گدازه داسیتی پوشیده از جنگل در درون آن تشکیل شده‌است.

## تاریخچه فعالیت‌های آتشفشانی
آخرین فوران شناخته‌شدهٔ سرو ماچین تقریباً در حدود ۸۰۰ سال پیش روی داده‌است. با وجود این این آتشفشان به دلیل فوران‌های ویرانگر انفجاریش در گذشته هنوز هم یکی از خطرناکترین آتشفشان‌های کلمبیا به‌شمار می‌رود.
در آوریل ۲۰۰۴ چندین زمین‌لرزه در زیر ماچین به وقوع پیوست که تعدادشان به ۶۰ لرزه در روز می‌رسید. معمول این لرزه‌ها بین ۱ تا ۱۰ عدد در روز بود. در ۹ نوامبر ۲۰۰۸ بار دیگر چندین زمین‌لرزه در زیر این آتشفشان به وقوع پیوست که افزایش شمار این لرزه‌ها با افزایش فعالیت‌های دودخانی آتشفشان همراه بود. فعال‌شدن آتشفشان سبب تخلیهٔ اضطراری مردمی که در منطقهٔ نزدیک ماچین زندگی می‌کردند شد و سطح هشدار خطر تا عدد ۳ (از ۴) بالا برده شد. زلزله‌شناسان این زمین‌لرزه‌ها را در عمق بین ۲ تا ۵ کیلومتری زیر آتشفشان و شرق دهانهٔ آن اندازه‌گیری کردند. در ۳۱ دسامبر ۲۰۱۰ بر شمار لرزه‌های ماچین افزوده شد و در طی ۴ روز، ۳۶۷ لرزه در جنوب و جنوب غربی گنبد گدازهٔ اصلی آتشفشان به ثبت رسید. این فعالیت‌های لرزه‌ای در سال ۲۰۱۲ نیز ادامه یافته و در ماه اوت بر میزانشان افزوده شد و چند زلزلهٔ خفیف نیز در جنوب شرقی گنبد گدازه در عمق ۳٬۵ تا ۵ کیلومتری زمین روی داد.